# 7ORDER
7ORDER（セブンオーダー）は、日本の5人組ボーイズグループである。所属レコードレーベルは、日本コロムビア。2019年始動。2021年1月13日にメジャーデビューした。本項目では彼らの活動プロジェクト『7ORDER project』（セブンオーダープロジェクト）、および2016年から2018年まで同メンバー構成でジャニーズ事務所に所属していたジャニーズJr.内の7人組グループ・Love-tune（ラブ・トゥーン）についても記述する。

## 概要
2016年にジャニーズ事務所にて、前身グループ『Love-tune』として結成された。2018年11月から2019年3月にかけて全員が事務所を退所。同年4月19日放送開始の新番組『イケダンMAX』に安井を除く6人のレギュラー出演が決定したことをきっかけに、芸能活動を再開する。のちに7人揃っての出演となり、『7ORDER project』が始動。ジャニーズ事務所からグループの全員が退所し、メンバーの変更なく再度グループを結成したのは7ORDERが初となった。
2021年から2024年まで広告代理店である株式会社Birdmanとグロースパートナーシップという業務提携を行っていた。
2024年3月19日、株式会社「L&L’s」が所属母体となり、完全独立を発表。
音楽パフォーマンスにおいては、バンドスタイル、ダンススタイルの二刀流で活動しているのが大きな特徴となっている。メンバーのスキルや興味は多種多様のため、音楽活動だけに留まらず、俳優、声優、デザイナーといった様々なエンターテイメント活動を行っている。

## 7ORDER project
2019年5月22日に始動した、同7人によるプロジェクト。"ハッピーをみんなで作り上げていく"がモットーであり、テーマは「ハッピー」。キャッチコピーは「Make Happy ORDER」。音楽、演劇、アート、ファッションなど、メンバーのスキルを生かしながら興味と活動の幅を広げて「ジャンルレス」に活動することで、ファンとかけがえのない瞬間を共有する。目標は、メンバー1人1人がいろいろな世界に飛び出して、持ち帰った経験をもとに、プロジェクトチームで新しいエンターテイメントを作ること。

プロジェクト名の由来については、阿部が「秩序（order）からはみ出して活動を大きくしていきたい」と発言したが、「色々な意味がある」として、始動段階ではまだ全ては明かされていなかった。後に、メインは「注文」や「秩序」、裏のテーマは「騎士団」と述べている。プロジェクトは、作品が参加していく形式で展開される。参加作品は、第一弾として発表された舞台「7ORDER」のほか、TV番組『イケダンMAX』がある。
「7ORDER」は、7人の音楽活動での名義、またプロジェクトと同様のモットーを掲げ、エンターテイメント活動を展開していくグループである。「クリエイティブチーム」と紹介されることもある。安井は、メンバーが認識している『7ORDER project』と『7ORDER』の違いについて、前者が7人の個々の活動も含めた挑戦全体を示す名称であるのに対して、後者は単にグループ名としての呼称であると語っている。

## メンバー
生年月日順に記載。プロフィール出典
| 名前                             | 生年月日               | 血液型 | 出身地       | 演奏担当       | メンバーカラー | 備考       |
| -------------------------------- | ---------------------- | ------ | ------------ | -------------- | -------------- | ---------- |
| 安井謙太郎 （やすい けんたろう） | 1991年7月21日（34歳）  | A型    | 神奈川県出身 | Vocal Guitar   | ピンク         | リーダー   |
| 真田佑馬 （さなだ ゆうま）       | 1992年11月21日（32歳） | O型    | 東京都出身   | Guitar Vocal   | 赤             |            |
| 諸星翔希 （もろほし しょうき）   | 1994年10月13日（30歳） | A型    | 神奈川県出身 | A.sax Vocal    | オレンジ       |            |
| 萩谷慧悟 （はぎや けいご）       | 1996年11月7日（28歳）  | O型    | 埼玉県出身   | Drums Vocal    | 緑             |            |
| 長妻怜央 （ながつま れお）       | 1998年6月5日（27歳）   | A型    | 茨城県出身   | Keyboard Vocal | 青             | 副リーダー |

### 元メンバー
| 名前                           | 生年月日               | 血液型 | 出身地     | 演奏担当     | メンバーカラー | 備考                        |
| ------------------------------ | ---------------------- | ------ | ---------- | ------------ | -------------- | --------------------------- |
| 森田美勇人 （もりた みゅうと） | 1995年10月31日（29歳） | A型    | 東京都出身 | Bass Vocal   | 黄             | 2023年6月14日をもって脱退。 |
| 阿部顕嵐 （あべ あらん）       | 1997年8月30日（27歳）  | A型    | 東京都出身 | Vocal Guitar | 紫             | 2025年5月31日をもって卒業。 |

## 来歴
2016年3月4日、レッスン中の安井を訪れたジャニー喜多川社長がグループ名を決め、『ジャニーズ銀座2016』のホームページの更新により、ジャニーズJr.内ユニットとして一般に発表される。この時のメンバーは安井謙太郎、真田佑馬、森田美勇人、萩谷慧悟の4人であった。
同年5月21日、『ジャニーズ銀座2016』にて、長妻怜央、諸星翔希、阿部顕嵐の3人を含むメンバーで、Love-tuneとして公演を行ったことから、メンバーはこの日を結成日としている。一般には2016年6月29日、舞台『DREAM BOYS』の製作発表会見にて、当初のメンバーに長妻、諸星、阿部の3人を加えた7人で同舞台に出演することが発表され、7月に行われたコンサート『サマステジャニーズキング』においても同じ7人で公演が行われた。
2017年10月18日 - 20日には初の単独ライブ「Love‐tune Live 2017」が行われる。
2018年2月23日から3月27日まで、SixTONES、Snow Man、Travis Japanとの合同コンサートである「ジャニーズJr.祭り 2018」に出演。3月25日はLove-tuneの単独公演となり、グループ初の横浜アリーナでの単独ライブとなった。
2018年11月30日、有料公式サイト「ジャニーズジュニア情報局」にて、全員の退所が発表される。退所日は真田佑馬、諸星翔希、萩谷慧悟、阿部顕嵐、長妻怜央が同日、森田美勇人は同年12月31日、安井謙太郎は2019年3月31日。ジャニーズJr.としては異例の退所発表をしたのは、これまで活動できたのはファンの応援があってこそであり、うやむやにしたくないというメンバーの特別な思いがあったからだと、翌日12月1日放送のラジオ番組『らじらー!サタデー』で安井の口から語られた。
2019年5月22日、『7ORDER project』の始動が発表される。同日に開設された公式YouTubeチャンネルにて、午後8時から生配信が行われた。配信には、これまでTV番組『イケダンMAX』やイベントにも姿を見せていなかった安井も合流した7人が揃って出演。8月22日から初の単独公演『舞台「7ORDER」』の全27回の開催も決定した。
2020年3月6日、「7ORDER」名義にて、初となる楽曲『Sabãoflower』を自主レーベルからリリースし、完全受注生産にてCDデビューを果たす。同楽曲は、真田佑馬が作詞作曲したセルフプロデュース作品である。また、リリースと同時に、表題曲のみデジタル配信が開始される。CDには、表題曲の他に舞台『RADICAL PARTY -7ORDER-』で披露した『LIFE(Dance ver.)』も収録された。メンバーが直々にシーリングスタンプで封をするなど、メンバー自身の意思で「特別な思い出の一品」になるように工夫された。
2020年7月17日、初の単独ライブ「UNORDER」を開催。コーナーの1つであった「気配切り選手権」で優勝した安井謙太郎がリーダー、準優勝した長妻怜央が副リーダーに就任した。
2020年9月26日、初の写真集である「WE ARE 7ORDER 1st PHOTO BOOK」を宝島社から発売。予約段階でAmazon 本カテゴリ総合ランキングで1位になり、発売前にもかかわらず重版が決定した。
2021年1月13日、日本コロムビアから1stアルバム『ONE』とLIVE Blu-ray/DVD『UNORDER』をリリースしてメジャーデビューを果たした。また同日に初の単独日本武道館公演「WE ARE ONE」も開催された。
2021年3月5日から3月29日まで渋谷PARCOで初の写真展「WE ARE 7ORDER IN PARCO」が開催された。この写真展は、写真家浅田政志が日本武道館公演に密着したものとなっている。
2021年7月10日、「女子学生が選ぶ！2021年下半期トレンド予測」の7位に選ばれる。
2021年8月19日、「7ORDER×サンリオキャラクターズ」の始動が発表された。メンバーの長妻怜央が作った7ORDERのキャラクター「小田ちゃん」とハローキティやマイメロディといったサンリオの人気キャラクターのコラボグッズの販売及びポップアップショップの展開が9月以降に行われた。
2021年9月14日、株式会社Birdmanとグロースパートナーシップ契約を締結。同社の取締役の一人である伊藤統彦は、従来の芸能事務所とは違った対等な関係であると述べており、エンタメ界の新たな例になればと語っている。
2021年11月28日、初のホール、アリーナツアーである「7ORDER LIVE TOUR 2021-2022「Date with.......」」がスタート。国立代々木競技場やぴあアリーナMMなどを回るこのツアーは自身最大の8万5千人を動員した。
2022年2月14日、「7ORDER 武者修行TOUR〜NICE“TWO”MEET YOU〜」が、2月14日付オリコンチャートの週間ミュージックDVD・Blu-ray総合ランキングで1位に輝いた。7ORDERのライブビデオが週間総合ランキングで1位となるのはこれが初である。
2022年4月18日、3作目の写真集「7ORDER Special PHOTO MAGAZINE Shall we.......?」が、週間1.1万部の売上げを記録し、4月18日付「オリコン週間BOOKランキング 写真集」で1位を獲得した。
2022年9月24日、『北九州ロックフェスティバル2022 with SDGs spirits』に出演。自身初となる大型野外フェスへの参加となった。
2022年12月20日、今勢いのあるアーティストに贈られる『Primez Active Award』アーティスト賞を受賞した。
2023年6月14日、森田美勇人が同日をもってグループを脱退することを報告した。
2024年3月19日、株式会社「L&L’s」が所属母体となり、グループのリーダーである安井謙太郎が同社のCEOを務め、企業の経営・運営を自身で行う。なお、株式会社Birdmanとのグロースパートナーシップ契約が終了し、完全独立となる。
2024年5月22日、5周年を記念したYouTube生配信にて、阿部が自身の将来を見据え、俳優業に専念することを報告した。尚、阿部はグループを脱退はせず、一つのグループとしての新しい活動形態として活動していくこととなった。
2024年12月29日、阿部顕嵐が翌年5月末をもってグループを卒業することを報告した。

## 作品
7ORDER projectの作品について記載する。順位はオリコン週間ランキング最高位を示す。

### シングル
| ＃       | 発売日         | タイトル                      | 販売形態           | 販売形態    | 規格品番    | 初週売上 | 順位 | 初収録アルバム |
| -------- | -------------- | ----------------------------- | ------------------ | ----------- | ----------- | -------- | ---- | -------------- |
| 自主制作 | 2020年03月06日 | Sabãoflower                   | CD                 | 通常盤      | SORC-1001   | ｰ        | ｰ    | ONE            |
| 自主制作 | 2020年05月22日 | GIRL                          | CD                 | 通常盤      | SORC-1002   | ｰ        | ｰ    | ONE            |
| 1        | 2021年07月07日 | 雨が始まりの合図 / SUMMER様様 | CD+DVD             | 雨盤        | COZA-1785-6 | 30000枚  | 2位  | Re:ally?       |
| 1        | 2021年07月07日 | 雨が始まりの合図 / SUMMER様様 | CD                 | 晴盤        | COCA-17906  | 30000枚  | 2位  | Re:ally?       |
| 1        | 2021年07月07日 | 雨が始まりの合図 / SUMMER様様 | CD                 | 通常盤      | COCA-17905  | 30000枚  | 2位  | Re:ally?       |
| 2        | 2022年03月30日 | レスポール                    | CD+DVD             | セブン盤    | COZA-1883-4 | 20000枚  | 4位  | DUAL           |
| 2        | 2022年03月30日 | レスポール                    | CD                 | イチ盤      | COCA-17991  | 20000枚  | 4位  | DUAL           |
| 2        | 2022年03月30日 | レスポール                    | CD                 | 通常盤      | COCA-17992  | 20000枚  | 4位  | DUAL           |
| 3        | 2022年08月24日 | Power                         | CD+DVD             | 初回限定盤A | COZA-1932-3 | 38809枚  | 2位  | DUAL           |
| 3        | 2022年08月24日 | Power                         | CD                 | 初回限定盤B | COCA-18028  | 38809枚  | 2位  | DUAL           |
| 3        | 2022年08月24日 | Power                         | CD                 | 通常盤      | COCA-18027  | 38809枚  | 2位  | DUAL           |
| 4        | 2022年11月16日 | Growing up/爛漫               | CD+DVD             | 初回限定盤A | COZA-1960-1 | 22000枚  | 5位  | DUAL           |
| 4        | 2022年11月16日 | Growing up/爛漫               | CD+DVD             | 初回限定盤B | COZA-1962-3 | 22000枚  | 5位  | DUAL           |
| 4        | 2022年11月16日 | Growing up/爛漫               | CD＋DVD＋PHOTOBOOK | 初回限定盤C | COZA-1964-5 | 22000枚  | 5位  | DUAL           |
| 4        | 2022年11月16日 | Growing up/爛漫               | CD                 | 通常盤      | COCA-18054  | 22000枚  | 5位  | DUAL           |

### 配信シングル
| ＃                                | 発売日         | タイトル               | 初収録アルバム |
| 7ORDER                            | 7ORDER         | 7ORDER                 | 7ORDER         |
| --------------------------------- | -------------- | ---------------------- | -------------- |
| 1                                 | 2019年01月18日 | BOW!!/タイムトラベラー | ONE            |
| 2                                 | 2020年03月06日 | Sabãoflower            | ONE            |
| 3                                 | 2020年05月23日 | GIRL                   | ONE            |
| 4                                 | 2021年11月26日 | agitate                | Re:ally?       |
| 5                                 | 2021年12月24日 | もしも                 | Re:ally?       |
| 6                                 | 2023年02月08日 | Who I Am               | DUAL           |
| 7                                 | 2024年05月22日 | But (裏)               | -              |
| 8                                 | 2024年05月24日 | But（表）              | EGG            |
| 9                                 | 2024年10月25日 | STEP ON STEP           | EGG            |
| 10                                | 2024年12月13日 | TOKYO TRIP             | EGG            |
| 11                                | 2025年2月13日  | オーダーメイド         | -              |
| 12                                | 2025年6月13日  | いつか                 | -              |
| 長妻怜央 from 7ORDER              |                |                        |                |
| 1                                 | 2023年8月7日   | シンデレラストーリー   | ‐              |
| 長妻怜央 & 安井謙太郎 from 7ORDER |                |                        |                |
| 1                                 | 2024年2月5日   | aigre-doux             | ‐              |

### アルバム

#### フル・アルバム
| ＃ | 発売日         | タイトル | 販売形態 | 販売形態   | 規格品番    | 初週売上 | 順位 |
| -- | -------------- | -------- | -------- | ---------- | ----------- | -------- | ---- |
| 1  | 2021年01月13日 | ONE      | CD+DVD   | 初回限定盤 | COZP-1710-1 | 30000枚  | 3位  |
| 1  | 2021年01月13日 | ONE      | CD+DVD   | FC限定盤   | COZP-1712-3 | 30000枚  | 3位  |
| 1  | 2021年01月13日 | ONE      | CD       | 通常盤     | COCP-41386  | 30000枚  | 3位  |
| 2  | 2022年02月02日 | Re:ally? | CD+DVD   | 初回限定盤 | COZP-1854-5 | 31000枚  | 4位  |
| 2  | 2022年02月02日 | Re:ally? | CD+DVD   | FC限定盤   | COZP-1856-7 | 31000枚  | 4位  |
| 2  | 2022年02月02日 | Re:ally? | CD       | 通常盤     | COCP-41674  | 31000枚  | 4位  |
| 3  | 2023年03月08日 | DUAL     | CD+DVD   | 初回限定盤 | COZP-1986-7 | 22497枚  | 3位  |
| 3  | 2023年03月08日 | DUAL     | CD+DVD   | FC限定盤   | COZP-1988-9 | 22497枚  | 3位  |
| 3  | 2023年03月08日 | DUAL     | CD       | 通常盤     | COCP-41997  | 22497枚  | 3位  |

#### ミニ・アルバム
| ＃ | 発売日         | タイトル | 販売形態 | 販売形態 | 規格品番  | 初週売上 | 順位 |
| -- | -------------- | -------- | -------- | -------- | --------- | -------- | ---- |
| 1  | 2025年01月22日 | EGG      | CD       | 通常盤   | SORC-1007 | -        | -    |

### CD未収録曲
JASRAC公式サイト上の「作品データベース検索サービス」におけるアーティスト名に「7ORDER」を含む楽曲の検索結果における情報をもとに記載。
- 7ORDER SESSION - JASRAC作品コード：253-7048-1
- 1234567 - JASRAC作品コード：256-1827-0
- COUNTDOWN - JASRAC作品コード：256-2902-6
- BREAK THE SYSTEM - JASRAC作品コード：261-6384-5
- INTRO‐UNORDER - JASRAC作品コード：261-6389-6

### 映像作品

#### ライブ
| ＃ | 発売日         | タイトル                                             | 販売形態 | 販売形態     | 規格品番    | 初週売上 | 順位   | 順位    |
| -- | -------------- | ---------------------------------------------------- | -------- | ------------ | ----------- | -------- | ------ | ------- |
| 1  | 2021年1月13日  | UNORDER                                              | DVD      | 初回限定盤   | COBA-7216   | ｰ        | DVD2位 | ｰ       |
| 1  | 2021年1月13日  | UNORDER                                              | DVD      | 通常盤       | COBA-7217   | ｰ        | DVD2位 | ｰ       |
| 1  | 2021年1月13日  | UNORDER                                              | BD       | 初回限定盤   | COXA-1199   | ｰ        | BD3位  | ｰ       |
| 1  | 2021年1月13日  | UNORDER                                              | BD       | 通常盤       | COXA-1200   | ｰ        | BD3位  | ｰ       |
| 2  | 2021年7月7日   | WE ARE ONE                                           | DVD      | 通常盤       | COBA-7240-1 | ｰ        | DVD5位 | ｰ       |
| 2  | 2021年7月7日   | WE ARE ONE                                           | BD       | 通常盤       | COXA-1279   | ｰ        | BD5位  | ｰ       |
| 3  | 2022年2月2日   | 7ORDER 武者修行TOUR〜NICE“TWO”MEET YOU〜             | DVD      | 通常盤       | COBA-7272-3 | ｰ        | DVD5位 | 総合1位 |
| 3  | 2022年2月2日   | 7ORDER 武者修行TOUR〜NICE“TWO”MEET YOU〜             | BD       | 通常盤       | COXA-1290   | ｰ        | BD1位  | 総合1位 |
| 4  | 2022年6月29日  | "Date with......."7ORDER LIVE TOUR 2021-2022         | DVD      | 通常盤       | COBA-7298-9 | -        | DVD8位 | 総合4位 |
| 4  | 2022年6月29日  | "Date with......."7ORDER LIVE TOUR 2021-2022         | BD       | 通常盤       | COXA-1297   | -        | BD6位  | 総合4位 |
| 5  | 2023年4月19日  | 7ORDER LIVE FACTORY 〜脱色と着色〜                   | DVD      | 通常盤       | COBA-7333-4 | -        |        |         |
| 5  | 2023年4月19日  | 7ORDER LIVE FACTORY 〜脱色と着色〜                   | BD       | 通常盤       | COXA-1314   | -        |        |         |
| 6  | 2023年11月29日 | 7ORDER LIVE TOUR 2023 DUAL                           | DVD      | 通常盤       | COBA-7387-8 | -        |        |         |
| 6  | 2023年11月29日 | 7ORDER LIVE TOUR 2023 DUAL                           | BD       | 通常盤       | COXA-1349   | -        |        |         |
| 7  | 2024年5月22日  | 7ORDER [ONE,] - DUAL Endroll & Documentary of “ONE," | BD       | FC数量限定盤 | SORZ-1003   | -        |        |         |
| 7  | 2024年5月22日  | 7ORDER [ONE,] - DUAL Endroll & Documentary of “ONE," | BD       | 通常盤       | SORX-1004   | -        |        |         |

#### 舞台
| ＃ | 発売日        | タイトル               | 販売形態 | 販売形態 | 規格品番  | 初週売上 | 順位    | 順位 |
| -- | ------------- | ---------------------- | -------- | -------- | --------- | -------- | ------- | ---- |
| 1  | 2020年3月16日 | 舞台「7ORDER」         | DVD      | 通常盤   | NPDV-2006 | ｰ        | DVD16位 | ｰ    |
| 1  | 2020年3月16日 | 舞台「7ORDER」         | BD       | 通常盤   | NPBD-2003 | ｰ        | BD13位  | ｰ    |
| 2  | 2020年8月24日 | RADICAL PARTY -7ORDER- | DVD      | 通常盤   | NPDVｰ2008 | -        | ｰ       | ｰ    |
| 3  | 2020年9月28日 | 27 -7ORDER-            | DVD      | 通常盤   | NPDV-2010 | -        | ｰ       | ｰ    |

### MV
| 年   | タイトル         | リンク      | 監督            | 初収録作品                    |
| ---- | ---------------- | ----------- | --------------- | ----------------------------- |
| 2019 | INTRO-ONE-       | [ 動画 1 ]  | -               | -                             |
| 2020 | Sabãoflower      | [ 動画 2 ]  | -               | ONE                           |
| 2020 | GIRL             | [ 動画 3 ]  | -               | ONE                           |
| 2021 | ＆Y              | [ 動画 4 ]  | -               | -                             |
| 2021 | LIFE             | [ 動画 5 ]  | 中村哲平        | ONE                           |
| 2021 | BOW!!            | [ 動画 6 ]  | -               | ONE                           |
| 2021 | 雨が始まりの合図 | [ 動画 7 ]  | 三石直和        | 雨が始まりの合図 / SUMMER様様 |
| 2021 | SUMMER様様       | [ 動画 8 ]  | かとうみさと    | 雨が始まりの合図 / SUMMER様様 |
| 2022 | agitate          | [ 動画 9 ]  | -               | Re:ally?                      |
| 2022 | もしも           | [ 動画 10 ] | 土屋隆俊        | Re:ally?                      |
| 2022 | Feel So Good     | [ 動画 11 ] | 7ORDER          | Re:ally?                      |
| 2022 | レスポール       | [ 動画 12 ] | 大野敏嗣        | レスポール                    |
| 2022 | Ups ＆ Downs     | [ 動画 13 ] | Masahiro Karube | レスポール                    |
| 2022 | Power            | [ 動画 14 ] | -               | Power                         |
| 2022 | Growing up       | [ 動画 15 ] | -               | Growing up/爛漫               |
| 2022 | 爛漫             | [ 動画 16 ] | Takuya Oyama    | Growing up/爛漫               |

## タイアップ
| 年     | 曲名                 | タイアップ                                                                       |
| ------ | -------------------- | -------------------------------------------------------------------------------- |
| 2020年 | GIRL                 | 舞台『GIRL』テーマソング                                                         |
| 2020年 | &Y                   | 「Ground Y × 7ORDER Collaboration Project」キャンペーンソング                    |
| 2022年 | レスポール           | 映画『ツーアウトフルベース』主題歌                                               |
| 2022年 | Power                | テレビ朝日系列23局放送『BREAK OUT』8月度オープニング・トラック                   |
| 2022年 | Growing up           | TVアニメ『農民関連のスキルばっか上げてたら何故か強くなった。』オープニングテーマ |
| 2022年 | 爛漫                 | 映画『死神遣いの事件帖 -月花奇譚-』主題歌                                        |
| 2022年 | F                    | CBCテレビ『地名しりとり 旅人ながつの挑戦』エンディングテーマ                     |
| 2023年 | なんとかやってますわ | 映画『犬、回転して、逃げる』主題歌                                               |
| 2023年 | シンデレラストーリー | ドラマ『その結婚、正気ですか？』エンディング主題歌                               |
| 2024年 | aigre-doux           | ドラマ『Sugar Sugar Honey』エンディング主題歌                                    |
| 2024年 | STEP ON STEP         | CSダンスチャンネル『7ORDERバトルの時間です!!』テーマ曲                           |
| 2025年 | TOKYO TRIP           | 読売テレビ・日本テレビ『ダウンタウンDX』エンディングテーマ                       |
| 2025年 | いつか               | 映画『死神遣いの事件帖 終（ファイナル）』主題歌                                  |
| 2025年 | オーダーメイド       | GOKKOオリジナルシリーズ『恋する門には愛きたる？』主題歌                          |

## 出演
7ORDERとしての出演を記載する。

### テレビ番組
- イケダンMAX（2019年4月 - 2020年3月 、TOKYO MX）
- イケダン7（2020年4月 - 9月 、TOKYO MX）[102][103]
- BomberE（2021年1月12日・9月21日、メ～テレ）
- 7ORDERの始まりテレビ（2021年7月7日、BSスカパー!）[104]
- 7ORDERのミカタ（2021年7月20日 - 12月21日、メ〜テレ）[注 7]
- 7ORDER / QUESTION?（2022年2月4日、スペースシャワーTV）[106]
- Uta-Tube（2023年４月8日・15日、NHK名古屋）
- 7ORDERバトルの時間です!!（2024年10月24日 - 2025年1月9日、メ～テレ）

### ネット配信
- セブオダREBOOOOOOORN! 7ORDER進化計画（2022年4月29日 - 6月10日、hulu）[107]
- セブオダREBOOOOOOORN! 7ORDER進化計画シーズン２（2023年5月8日 - 6月5日、hulu）[108]
- 限界オタクション#1（2024年12月18日、ABEMA）

### ラジオ
- 7ORDERのNACK7（2020年12月1日 - 2021年6月29日、NACK5）[109]
- 7ORDER萩谷慧悟のNACK7 (2021年7月6日 - 2024年3月30日、NACK5)
  - 2021年12月までは火曜日25：40（「ラジオのアナ〜ラジアナ」内コーナー）、2022年1月から水曜日24：00、同年10月から放送終了までは土曜日23:30

### 舞台
- 舞台「7ORDER」（2019年8月22日 - 9月1日、天王洲 銀河劇場 / 9月5日 - 8日、AiiA 2.5 Theater Kobe）
- 7ORDER 〜BOY meets GIRL〜（2025年5月23日 - 31日、日本青年館ホール）[110]

### CM
- ABCマート「レディースサンダル&ジュートスリッポン」（2020年） - WEBムービー&キービジュアル[111]
- Ground Y（2020年） - グッズコラボレーション[95]
- ウェンディーズ・ファーストキッチン（2021年） - フード開発＆グッズコラボレーション[112]
- サンリオ（2021年） - ポップアップショップ＆グッズコラボレーション[113]

### 合同ライブ
- THE STAR NEXTAGE（2022年8月9日、マリンメッセ福岡 A館）[114]
- 7ORDER × ナタリー Happy Jack！（2022年12月7日 - 8日、TOKYO DOME CITY HALL）[115]
- ASIA EMOTIONAL MUSIC FES 2022（2022年12月21日、有明アリーナ）[116]
- KROSS vol.1-kpop masterz- (2023年1月2日、バンテリンドーム)
- DreamHack Japan 2023 DreamHack Live Area(2023年5月13日、幕張メッセ国際展示場9〜11ホール)
- MTV LIVE MATCH (2023年5月20日、ぴあアリーナMM)
- X-CON 2023 X-Beats (2023年12月9日、幕張メッセ国際展示場9〜11ホール)
- ”Z祭” SUPER LIVE!!!!!!!!!（2024年5月12日、ぴあアリーナMM）
- X'SWAY Fes 2025（2025年7月13日、昭和女子大学人見記念講堂）[117]
- YELL LIVE 2025  powered by TikTok LIVE（2025年7月25日、Zepp Namba）[118]

### フェス
- 北九州ロックフェスティバル2022 with SDGs spirits（2022年9月24日、ミクニワールドスタジアム北九州）[52]
- UNAFES2023 (2023年4月30日、雄踏グラウンド)
- Yogibo BOOM TOKYO 2024（2024年6月2日、幕張メッセイベントホール）
- LuckyFes2024 (2024年7月13日、国営ひたち海浜公園）
- XD World Music Festival presented by Yogibo（2024年7月28日、お台場XD特設会場(青海R地区)）
- 大洗海上花火大会2024（2024年9月28日、大洗サンビーチ）
- 8×8 MUSIC FESTIVAL 2024（2024年10月5日、久留米百年公園）
- SAMURAI SONIC vol.6（2024年10月20日、幕張メッセ国際展示場7～8ホール)
- 氣志團万博2024 ～シン・キシダンバンパク～（2024年11月9日 - 10日、幕張メッセ国際展示場9〜11ホール）※友情出演

### イベント
- TOKYO MX FES.2019 真田佑馬と阿部顕嵐のつなげるつなげるつなげる（2019年3月31日、東京ドームシティプリズムホール）[119]
- TOKYO MX FES.2019 vol.2「イケダンMAXのつなげる つなげる つなげる」（2019年9月17 - 18日、豊洲PIT）[120]
- スポーツ・オブ・ハート 2019 in 大分（2019年10月12日）[121]
- KANSAI COLLECTION 2020 SPRING & SUMMER（2020年3月1日、京セラドーム大阪）[122]
- 第22回青二祭 第2部（2021年3月26日、渋谷Stream Hall)[123]
- EXIA Presents KANSAI COLLECTION 2021 AUTUMN & WINTER（2021年9月5日、京セラドーム大阪）[124]
- B.LEAGUE 2022-2023シーズンB1リーグ戦　川崎ブレイブサンダース VS 滋賀レイクス（2023年2月10日、とどろきアリーナ）
- じょならんフェスティバル2025（2025年3月22日、瀬戸大橋記念公園）
- ブルーサマーフェスティバル2025　中日ドラゴンズ vs 東京ヤクルトスワローズ（2025年7月5日、バンテリンドーム）[125]

### 配信イベント
- 宗像フェスオンライン~Seven Fukuocarat~ （2021年4月24日)[126]
- 7ORDER ONLINE Xmas Party 2021 〜Holiday wish list〜（2021年12月25日、Hulu）[127]
- 「マツリー vol.2 / 7days Happy Jack!」（2022年1月28日 - 2月６日、ナタリー）[128]
- 7ORDER LIVE TOUR 2021-2022『Date with.......』After Talk（2022年2月27日、Hulu）[129]
- 7ORDERのSU・PONPON（2022年11月29日、ABEMA） [130]
- 7ORDER Special『BOW!!年会』2022（2022年12月26日、Hulu）[131]
- 7ORDER 4周年感謝祭 ABEMA SPECIAL（2023年5月22日、ABEMA）[132]
- ていくおふ ーはぎれおの日常ー（2025年7月28日、Au PAY マーケットライブTV）[133]

## 写真展
- WE ARE 7ORDER IN PARCO（2021年3月5日 - 29日、PARCO FACTORY / 6月26日 - 7月12日、PARCO EVENT HALL） [44][158]
- Say Cheeeeeeese!（2022年2月1日 - 14日、渋谷PARCO） [159]

## 書籍

### 写真集
- WE ARE 7ORDER 1st PHOTO BOOK（2020年9月26日、宝島社）[41]ISBN 978-4-8002-9409-8
- 7ORDER WE ARE ONE / NICE TWO MEET YOU LIVE PHOTO BOOK（2022年2月2日、パルコ出版）[160]ISBN 978-4-86506-378-3
- 7ORDER Special PHOTO MAGAZINE Shall we.......?（2022年4月5日、主婦と生活社）ISBN 978-4-391-15762-8[161]

## Love-tune
Love-tune（ラブ・トゥーン）は7ORDERの前身となるジャニーズJr.内の7人組ユニット。
以下はLove-tuneとしての活動を記載。

### グループ名
ジャニー喜多川社長により命名。グループ名「Love-tune」はバンドをイメージした4人組（結成当時）ということから、音に関する単語が取り入れられる。他にも、「ラブサウンド」、「エキサイティングサウンド」などが候補として挙げられていた。読み方は「ラブ・トゥーン」で、「ラブ・チューン」ではない。Love（愛）とtune（旋律、調和）は独立した単語ではなく、造語のように一語で読ませたいために、「t」が小文字で、「-」で繋げる表記になっている。同名への第一印象として、安井と真田がユニット名に「Love」が入ることに驚きつつも好印象だったと語り、萩谷と森田が「いい」と思ったと語るなど、メンバーはそれぞれ、同名を気に入っている。

### 解散、グループ全員退所
2018年11月30日にジャニーズ事務所の有料公式サイト「ジャニーズジュニア情報局」にて全員の退所が発表され、その後全員退所となったが、この退所に関してはジャニーズ事務所とグループ側の間における契約問題が発端とされる。日刊サイゾーは、週刊文春が「ジャニーズ事務所とジャニーズJr.たちが契約書を取り交わすという説明会で、Love-tuneのメンバー7人だけは契約を保留。『一度持ち帰ってゆっくり考えたい』としたところ、露出が極端に減り、その後の解散、退所につながった」と報じたこと、を報じている。尚、cyzo womanは、2018年3月の時点で、「King & Princeの今春CDデビューが発表されたのに伴い、ジャニーズ事務所がこれまでジャニーズJr.に対して行われなかった事務所との専属契約を結ぶことになり、Love-tune側がこれを拒否した」と、事務所側とグループ側との間に契約問題が起きていることを報じており、またcyzo womanはグループの解散、退所の発表に対し、「ジャニーズJr.内のユニットやメンバーに関して、ジャニーズ事務所側から解散、退所などが正式発表されるケースはほとんど無かったが、人気やファンへの影響に鑑み、公表することとなったようだ。」との見解を示した。
この退所に関し、Kis-My-Ft2の千賀健永がメンバー（森田は欠席）をご飯に誘い、退所することを止めたが、すでに全員退所が決まっていた為、止めることが出来なかったことがあった。
2019年6月18日に死去したジャニー喜多川に対しては、「（舞台の）神戸公演のリハーサルがあり、（9月4日の東京ドームでの「お別れ会」には）直接は行けないが、心の中で7人とも（見送りを）したいなと思っている」と答えた。

### 作品 (Love-tune)

#### CD未収録曲 (Love-tune)
JASRAC公式サイトの「作品データベース検索サービス」において、アーティスト名に「Love-tune」を含む楽曲の検索結果をもとに記述。
- CALL[167] - JASRAC作品コード：1J5-6483-1
- 烈火[168] - JASRAC作品コード：1L0-4404-4
- THIS IS LOVE SONG - JASRAC作品コード：1L2-4677-1
- SUPERMAN - JASRAC作品コード：1L7-0911-9

### 出演 (Love-tune)

#### テレビ番組 (Love-tune)
- ザ少年倶楽部（2016年 - 2018年5月11日、NHK BSプレミアム）
- ジャニーズJr.dex（2017年10月21日 - 2018年3月3日、フジテレビ）[169]

#### 舞台 (Love-tune)
- ジャニーズ銀座2016〔出演者C〕（2016年5月6日、21日 - 22日、31日、シアタークリエ）[170]
- DREAM BOYS（2016年9月3日 - 30日、帝国劇場）[35]
- JOHNNYS' ALL STARS IsLAND （2016年12月3日 - 2017年1月24日、帝国劇場）[171]
- ジャニーズ銀座2017 〔出演者C〕（2017年5月11日 - 17日、シアタークリエ）[167]
- JOHNNYS' YOU&ME IsLAND（2017年9月6日 - 30日、帝国劇場）[168][172]
- JOHNNYS' Happy New Year IsLAND （2018年1月1日 - 27日、帝国劇場）[173]

#### 合同コンサート
- サマステジャニーズキング〔髙橋海人・Snow Man・Love-tune〕（2016年7月26日 - 29日、8月8日、12日、15日、EXシアター六本木）[36]
- ジャニーズJr.祭り（2017年3月24日 - 26日、横浜アリーナ / 4月8日 - 9日、さいたまスーパーアリーナ / 5月3日、大阪城ホール）[174]
- サマステ 〜君たちが〜KING'S TREASURE（2017年8月4日 - 6日〔単独公演〕、8月18日 - 8月20日〔Travis Japan と合同公演〕）[175]
- お台場 踊り場 土日の遊び場（2017年12月16日・17日、東京・お台場湾岸スタジオ 特別会場）[176]
- ジャニーズJr.祭り 2018（2018年2月23日 - 25日、大阪城ホール / 3月24日 - 27日、横浜アリーナ〔3月25日は単独公演）[38]

#### イベント (Love-tune)
- ジャニーズ大運動会（2017年4月16日、東京ドーム）[177]

#### CM  (Love-tune)
- Cygames「アイドルマスターシリーズ」（2016年）[178]